# Liste der Biografien/Gorr
Liste der Biografien |
Portal Biografien |
Personensuche
# |
A |
B |
C |
D |
E |
F |
G |
H |
I |
J |
K |
L |
M |
N |
O |
P |
Q |
R |
S |
T |
U |
V |
W |
X |
Y |
Z |
?
 
Ga |
Gb |
Gc |
Gd |
Ge |
Gf |
Gh |
Gi |
Gj |
Gk |
Gl |
Gm |
Gn |
Go |
Gp |
Gq |
Gr |
Gs |
Gu |
Gv |
Gw |
Gy |
Gz
 
Goa |
Gob |
Goc |
God |
Goe |
Gof |
Gog |
Goh |
Goi |
Goj |
Gok |
Gol |
Gom |
Gon |
Goo |
Gop |
Gor |
Gos |
Got |
Gou |
Gov |
Gow |
Goy |
Goz
 
Gora |
Gorb |
Gorc |
Gord |
Gore |
Gorf |
Gorg |
Gorh |
Gori |
Gorj |
Gork |
Gorl |
Gorm |
Gorn |
Goro |
Gorp |
Gorr |
Gors |
Gort |
Goru |
Gorv |
Gory |
Gorz
Die Liste der Biografien führt alle Personen auf, die in der deutschsprachigen Wikipedia einen Artikel haben. Dieses ist eine Teilliste mit 41 Einträgen von Personen, deren Namen mit den Buchstaben „Gorr“ beginnt.

## Gorr
- Gorr, Angela (* 1957), deutsche Politikerin (CDU), MdL
- Gorr, Ingrid (* 1952), deutsche Schriftstellerin, künstlerische Fotografin und Lyrikerin
- Gorr, Jan (* 1978), deutscher Handballtrainer
- Gorr, Manfred (* 1953), deutscher Schauspieler
- Gorr, Petra (* 1955), deutsche Schauspielerin
- Gorr, Rita (1926–2012), belgische Opernsängerin (Mezzosopran und Alt)

### Gorra
- Gorraiz, Juan (* 1954), spanischer Bibliothekar und Schriftsteller

### Gorre
- Gorré, Dean (* 1970), niederländisch-surinamischer Fußballspieler und -trainer
- Gorrell, Frank (1927–1994), US-amerikanischer Politiker
- Görres, Albert (1918–1996), deutscher Psychoanalytiker, Psychotherapeut, Lehrstuhlinhaber in Mainz und München
- Görres, Carl-Josef (1905–1973), deutscher Ingenieur und Unternehmensberater
- Görres, Guido (1805–1852), deutscher Schriftsteller und Publizist
- Görres, Ida Friederike (1901–1971), deutsche Schriftstellerin
- Görres, Joseph (1776–1848), deutscher Gymnasial- und Hochschullehrer sowie katholischer PublizistJoseph Görres (1776–1848)

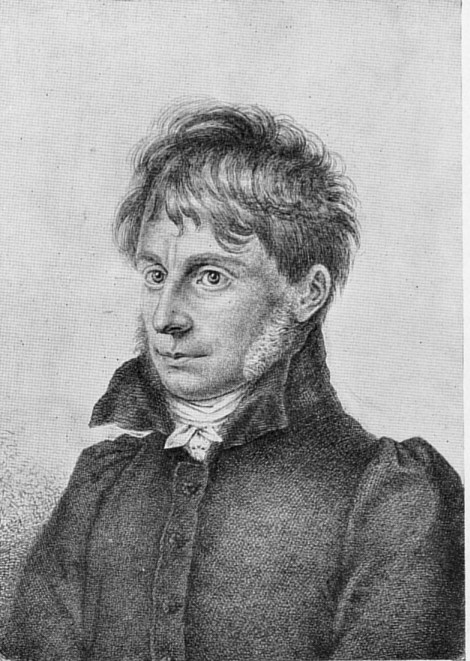
Joseph Görres (1776–1848)

- Görres, Marie (1808–1871), deutsche Schriftstellerin und Publizistin, Tochter von Joseph Görres
- Görres, Sascha (* 1980), deutscher Fußballspieler
- Görres, Silvia (1925–2015), deutsche Psychotherapeutin und Autorin
- Görres-Ohde, Konstanze (* 1942), deutsche Juristin, ehemalige Richterin und Gerichtspräsidentin
- Gorresio, Gaspare (1808–1891), italienischer Sanskritist
- Gorret, Amé (1836–1907), italienischer Priester und Alpinist
- Gorrevod, Laurent de († 1529), niederländischer Diplomat, Botschafter der spanischen Niederlande im Vereinigten Königreich
- Gorrevod, Louis de († 1535), Kardinal der katholischen Kirche

### Gorri
- Gorriarán, Fernando (* 1994), uruguayischer Fußballspieler
- Gorrie, Alan (* 1946), schottischer Soulmusiker
- Gorrie, Donald (1933–2012), schottischer Politiker (Liberal Democrats), Mitglied des House of Commons
- Gorrie, John (1802–1855), schottischer Arzt und Wissenschaftler sowie der Erfinder der ersten Kaltluftmaschine zum Kühlen von Räumen
- Gorrin, Alex (* 1993), spanischer Fußballspieler
- Gorringe, Giselle (* 2003), britische Skirennläuferin
- Gorrini, Luigi (1917–2014), italienischer Pilot im Zweiten Weltkrieg
- Gorris, Marleen (* 1948), niederländische Filmregisseurin
- Gorris, Valerie (* 1991), deutsche Schauspielerin, Sängerin, Redakteurin und Autorin
- Gorrish, Walter (1909–1981), deutscher Schriftsteller, Drehbuchautor und Spanienkämpfer
- Gorrissen, Ellery von (1886–1973), deutscher Pilot
- Gorrite, Nuria (* 1970), spanisch-schweizerische Politikerin der SP
- Gorriti, José Ignacio de (1770–1835), südamerikanischer Revolutionär
- Gorriti, Juana Manuela (1816–1892), argentinische Schriftstellerin
- Górriz, Alberto (* 1958), spanischer Fußballspieler

### Gorro
- Gorrochategui, Inés (* 1973), argentinische Tennisspielerin
- Gorrostieta Salazar, María Santos (1976–2012), mexikanische Medizinerin und Politikerin
- Gorrotxategi, Andeka, baskischer Opernsänger der Stimmlage Lyrischer Tenor

### Gorry
- Gorry, Katrina (* 1992), australische Fußballspielerin